# Elijah Blue Allman
Elijah Blue Sarkisian Allman (ur. 10 lipca 1976 w Los Angeles), znany jako P. Exeter Blue – amerykański muzyk oraz gitarzysta, syn piosenkarki Cher oraz jej drugiego męża Gregga Allmana. Jest przyrodnim bratem Chaz Bono, Delilah Allman, Michael Allman, Layla Allman i Devon Allman.

## Muzyka
Swoją pierwszą gitarę dostał od basisty zespołu Kiss Gene'a Simmonsa. W wieku 13 lat wyruszył w trasę koncertową ze swoją matką jako gitarzysta; pojawił się również jako gitarzysta w teledysku do jej piosenki „If I Could Turn Back Time”. W 1994 wziął udział w przesłuchaniu na gitarzystę grupy Nine Inch Nails, ale ostatecznie do zespołu dołączył Robin Finck.
Elijah Blue Allman jest wokalistą i gitarzystą rockowego zespołu Deadsy, który zawiesił działalność w kwietniu 2007.
Pracował z Thirty Seconds to Mars nad debiutanckim albumem zespołu, jak również nagrywał gościnnie wokale do różnych piosenek dla innych zespołów, w tym Orgy, Coal Chamber i Sugar Ray.

## Życie osobiste
1 grudnia 2013 poślubił Marieangelę King, z brytyjskiego zespołu KING.

## Dyskografia
Z zespołem Deadsy:
- Demo (1995)
- Deadsy (1996)
- Commencement (1999, niewydana wersja)
- Commencement (2002)
- Phantasmagore' (2006)

Z Elijah Blue i Trapezoidami:
Od czasu założenia Elijah Blue and the Trapezoids Allman wydał kilka wersji demo na swoim Myspace, ale od 2008 roku nie pojawiły się żadne informacje o albumie.
- "Haunted" (4:00)
- "White Knuckle Angel Face" (3:40)
- "Long Way Down" (3:21)